# Paul Jones (Fußballspieler, 1967)
Paul Steven Jones (* 18. April 1967 in Chirk) ist ein ehemaliger walisischer Fußballtorhüter. Der 50-fach walisische Nationalspieler war vor allem bekannt als Stammtorwart des FC Southampton in der Premier League zwischen 1997 und 2002.

## Sportlicher Werdegang
Die Profilaufbahn von Paul Jones begann relativ spät. Zunächst hatte er zwischen 1986 und 1991 in mehr als 200 Spielen das Tor der unterklassigen Kidderminster Harriers in der Football Conference gehütet, bevor er im Juli 1991 zum Zweitligisten Wolverhampton Wanderers wechselte. Dort kam er selten über die Rolle des Ersatztorhüters hinaus und absolvierte nur 33 Ligapartien in fünf Jahren. Der Transfer im Juli 1996 zum Drittligisten Stockport County stellte sich dann als Glücksfall für ihn heraus, denn als Stammspieler gelang ihm nicht nur über die Vizemeisterschaft in der Saison 1996/97 der Aufstieg in die zweithöchste englische Spielklasse. Dazu besiegte er mit seinen Mannen überraschend im Viertelfinale des Ligapokals den Premier-League-Klub FC Southampton. Als schließlich Stockports Trainer Dave Jones im Sommer in Southampton neuer Trainer wurde, nahm er seinen bereits 30-jährigen Ex-Torwart, der kurz zuvor sein erstes Länderspiel für Wales bestritten hatte, für eine Ablösesumme von 900.000 Pfund mit.
In den folgenden fünf Jahren war Jones eine feste Konstante im Tor der „Saints“ und verpasste lediglich 19 Premier-League-Partien. Gleichsam unter Dave Jones, als auch den weiteren Nachfolgern Glenn Hoddle, Stuart Gray und Gordon Strachan blieb er die „Nummer 1“. Wenngleich gelegentlich Kritik an seinem Verhalten beim Herauslaufen und bei seinen Abstößen laut wurde, galten seine Paraden als solide und er pflegte seine Vordermänner lautstark zu kommandieren. Kurz nach Beginn der Saison 2002/03 verlor er dann seinen Stammplatz an den Finnen Antti Niemi, so dass Jones nur noch auf 14 Ligaeinsätze kam. Enttäuschend war zudem für ihn, dass er im Endspiel des FA Cups gegen den FC Arsenal (0:1) zunächst auf der Bank saß, in der 66. Minute dann aber nach Niemis Verletzung eingewechselt wurde. Im Januar 2004 wurde Jones an den FC Liverpool ausgeliehen. Die „Reds“ hatten durch den Ausfall von Jerzy Dudek und Chris Kirkland große Verletzungssorgen im Kader und so bekam Jones die Gelegenheit sich für den Verein auszuzeichnen, dem er als Kind angehangen hatte. Bei seinem ersten von zwei Einsätzen war er zudem nach Ned Doig im Jahr 1904 der älteste Debütant für Liverpool. Noch im selben Monat zog er weiter, kehrte innerhalb der Premier League zu den „Wolves“ zurück und traf dort wieder auf seinen Ex-Trainer Dave Jones. Damit wurde er auch zum ersten Spieler der für drei verschiedene Premier-League-Klubs innerhalb einer Saison aktiv war. Im Verlauf der nun folgenden zwei Jahren schlossen sich zwei Leihengagements ab Dezember 2004 beim FC Watford sowie ab August 2005 beim FC Millwall an, bevor er im Februar 2006 noch einmal fix bei den Queens Park Rangers anheuerte (sämtliche drei Vereine waren in der zweiten englischen Liga unterwegs). Im Jahr 2006 absolvierte er zudem sein 50. und letztes Länderspiel für Wales. Zu diesem Anlass rasierte er sich die Zahl 50 sowie zwei Drachen ins Haar, aber sportlich missriet sein Ausstand mit einer deutlichen 1:5-Niederlage gegen die Slowakei.
Nach seinem Aus bei „QPR“ im Abschluss an die Saison 2006/07 ließ er beim niederklassigen Klub Bognor Regis Town die aktive Laufbahn ausklingen. Dazu arbeitete er drei Jahre lang als Torwarttrainer der walisischen Nationalmannschaft und betrieb später in der Nähe von Chichester eine Torwartschule.